# Avalon Interactive
Avalon Interactive fue una empresa distribuidora de videojuegos, originalmente llamada Virgin Interactive. Fue adquirida en 1999 por la distribuidora francesa Titus Software y su nombre fue cambiado a Avalon Interactive el 1 de julio de 2003.Fue una subsidiaria de Titus Interactive responsable de la distribución europea de los juegos del grupo. Avalon ha distribuido juegos para todas las plataformas principales (PC, Game Boy Advance, PlayStation 2, GameCube, Xbox...). Junto con Titus Software ya han cesado sus actividades.

## Lista de juegos
- Lionheart: Legacy of the Crusader (2003)
- Run Like Hell (2003)
- Barbarian (2003)
- RoboCop (2003)
- Fallout: Brotherhood of Steel (2004, Distribuido por Virgin Play en España)
- Baldur's Gate: Dark Alliance II (2004, Distribuido por Virgin Play en España)

- Datos: Q4827587